# Hubbard (Ohio)
Pour les articles homonymes, voir Hubbard.
Hubbard est une cité des États-Unis située dans le comté de Trumbull, à l'est de Ohio. Elle fait partie de Hubbard Township, dans l'ancienne Connecticut Western Reserve.
La cité comptait 8 284 habitants lors du recensement de l'an 2000.

## Géographie
Hubbard est situé à 41° 09′ 26″ N, 80° 34′ 09″ O
Selon le United States Census Bureau, la ville a une surface totale de 8,9 km2 (3,5 mi2) dont 0,03 km2 (0,01 mi2), soit 0,29 %, d'eau.

## Histoire
En 1795, Nehemiah Hubbard, Jr., un marchand connu et énergique qui venait de Middletown, Connecticut, acheta une parcelle de terre de 15,274 acres (62km2), qui allait être connue sous le nom de « Hubbard Township ». Après qu’il acheta la terre, Nehemiah Hubbard en vend la première partie à Samuel Tylee, un géomètre expert de Connecticut, et l’engage comme agent dans ce nouveau territoire. Ensuite, Tylee et son équipe vinrent dilimiter et mesurer des parcelles à vendre aux premiers colons.
Jusqu’en 1861 Hubbard ne resta qu’un carrefour de campagne, comprenant très peu de maisons et d’habitants ; cependant, ce simple carrefour devint vite une ville lorsque commença l'exploitation des bassins houillers. L’augmentation de la population était essentiellement provoquée par l’immigration de migrants d’Europe qui cherchaient l’occasion d’améliorer leur mode de vie. En 1868, la ville comprenait assez d’habitants pour se nommer une « municipalité ».

## Démographie
- 1970 - 8 583
- 1980 - 9 245
- 1990 - 8 248
- 2000 - 8 284
- 2003 - 8 105 (U.S. Census Estimate)
- 2004 - 8 057 (U.S. Census Estimate)